# Ващенко Василь Семенович
Ва́щенко Васи́ль Семе́нович  (*11 березня 1905, Ніжин — †12 листопада 1993, Дніпропетровськ) — український мовознавець. Доктор філологічних наук (1959). Професор (1959). 1989 року нагороджений Державною премією УРСР в галузі науки і техніки, згодом удостоєний звання заслуженого діяча науки і техніки України.

## Біографія
Народився у Ніжині на Чернігівщині. Батьки  — Семен та Уляна.
У 1925—1930 — викладав у середній школі в Дніпропетровську.
1930 року закінчив Дніпропетровський інститут народної освіти. Учень професора Петра Олександровича Єфремова (1883—після 1937), засудженого у справі «Спілки визволення України» (1930). Серед однокурсників - майбутній професор Михайло Жовтобрюх (1905-1995).
У 1930—1933 — доцент кооперативного інституту в Дніпропетровську. За його зізнанням, «двічі був арештований ГПУ за контрреволюційну діяльність.  Декілька раз був звільнений з роботи».
У 1933–1977 роках (з перервою) працював у Дніпропетровському державному університеті. Асистент, доцент, декан, помічник ректора, 1939—1967 (з перервою) — завідувач кафедри української мови, професор.
Науковий шлях розпочався з написання підручників для середньої школи. 1938 р. опубліковано підручник «Граматика української мови. Синтаксис», що витримав шість видань
Ученою радою Харківського університету від 8 квітня 1940 затверджений у вченому ступені кандидата філологічних наук.
У 1940—1941—  за спеціальним направленням НКО УРСР очолював кафедру української мови Чернівецького університету.
1941—1942 — професор і проректор Дніпропетровського українського державного університету, який існував у роки німецької окупації України. Очолювана ним кафедра працювала над укладанням українсько-німецького словника. Професор твердив, що то була його підпільницька діяльність. Мешкав за адресою в Дніпрі: вул. Козача, 5, кв. 6 (прибутковий будинок Губергріца 1910 року побудови).
У другій половині 40-х років ХХ ст. викладав на кафедрі мовознавства Криворізького педагогічного інституту.
Від 1958 за сумісництвом — старший науковий співробітник відділу словників Інституту мовознавства АН УРСР.
Багато сил і таланту віддав підготовці наукових кадрів. Серед учнів — відомі українські мовознавці, доктори філологічних наук, професори Поповський Анатолій Михайлович, Баранник Дмитро Харитонович. Кандидатську дисертацію за темою «Професійна лексика лоцманів дніпровських порогів» захистила у 1973 поетеса і науковець Наталка Петрівна Нікуліна. Робота проводилася під керівництвом проф. В. С. Ващенка.
В. С. Ващенко похований на центральній алеї Сурсько-Литовського кладовища в м. Дніпро. Поряд похована дружина лінгвіст Поліна Олександрівна Петрова (*1 лютого 1922 - † 22 грудня 1999).

## Наукова діяльність
Основоположник досліджень у галузях української діалектології, лексикографії, лексикології лінгвостилістики, історії мови.
Автор розділів у книзі «Сучасна українська літературна мова. Стилістика» (К., 1973) та низки статей, присвячених питанням української літературної мови, історії українського мовознавства (про Мелетія Смотрицького, О. Павловського, І. Срезневського, П. Житецького, А. Кримського, Є. Тимченка, Г. Шерстюка, П. Залозного), першим підручникам української мови. Досліджував мову І. Котляревського («Лексика „Енеїди“ Котляревського: Покажч. слововживання», Х., 1955, співавт.), Т. Шевченка («Мова Тараса Шевченка», Х., 1963; словопокажчики «Шевченкова лексика», К., 1951, співавтор; «Епітети поетичної мови Т. Г. Шевченка», Дн., 1982), І. Франка, М. Коцюбинського, О. Гончара. Уклав кілька підручників і посібників з сучасної української літературної мови для середньої та вищої школи, зокрема «Українська мова», Х., 1959; 1961; «Зразки сучасної української мови та вправи для навчання», Х., 1961; «Вступ до вивчення сучасної української мови», Дн., 1973. Відповідальний редактор «Словника мови Шевченка» (т. 1—2, К., 1964; Держ. премія УРСР ім. Т. Шевченка, 1989).
В працях Ващенка з шевченкознавства висвітлено питання про основоположну роль поета у формуванні української літературної мови, дано аналіз лексики, фразеології, граматичної будови й стилістики поета, досліджено її народнопоетичні джерела, охарактеризовано шевченківські метафори, порівняння, епітети, синоніми, словоповтори, римовані словосполучення тощо.

## Огляд праці «З історії та географії діалектних слів: Матеріали до вивчення лексики говорів середньої та нижньої Наддніпрянщини»
Завдання праці — подати матеріали для історичного коментування діалектних слів, які відобразили побут, економіку, форми праці, громадське життя народу.
Ващенко В. С. використовує історико-географічний підхід для вивчення полтавських говорів, оскільки саме такий підхід створює базу для вивчення лексичних явищ у їх системному взаємозв'язку. Такий фон допомагає встановити, з одного боку, живомовні факти, властиві певному лексико-діалектному типу, історично закріплені за ним, а, з другого боку, надбання з ширших мовних угруповань.
Автор зазначає, що історико-географічне опрацювання лексичного складу полтавського діалектного масиву також багато в чому виявиться корисним та навіть необхідним, щоб довести його «старожитність».
У праці не ставиться завдання давати повну історію слова чи виясняти його етимологію, тим більше окреслювати його повну сучасну географію. Матеріали наведені у вигляді окремих етюдів з історії та географії діалектних слів, зафіксованих на Полтавщині. Етюди подають відомості про те, що являють лише деякі слова полтавських говорів, які їх лексичні спільності й відмінності з іншими діалектними масивами, з загальнонародною лексикою, із спорідненими мовами тощо. Спеціальна увага приділяється поширенню їх у межах суміжних говорів середньої та нижньої Наддніпрянщини: у південнокиївських та степових говорах (Черкаської, Кіровоградської, Херсонської, Днвпропетровської та Запорізької областей).
Матеріали до історії діалектних слів подаються у такому вигляді:
САГÁ
1. Невелика затока від річки чи ставка, невелике озерце, ставок тощо. Сага вже заросла осокою та осітнягою (Мостовівщина, Великобагачанського р-ну, Полт. обл.).
2. Низинна, заболочена місцевість, сінокіс. У сазі почали вже косити сіно (Харківці, Лохвицького р-ну, Полт. обл.): З таким же значенням це слово знаходимо у Т. Г. Шевченка:

Над Дніпровою сагою
Стоїть явор меж лозою.
В українських лексикографічних працях: «Сагá- залив».«Сагá, ги, ж. Залив речной. Хведора безрідного…над сагою Дніпровою в чистім полі поховати. Мет.441»: Можливо, що воно зв'язане з словом «Сагáн, нá, м.Котел, большой горшок; вообще посуда (даже деревянная). Желех». В такому разі прояснюється його етимологія як запозичення з тюркської (сахан).
Вживається лише в полтавських говорах, рідко — на території нижньої Наддніпрянщини.
До кожного етюда у праці додається ще й конкретний довідник поширення діалектного слова на території середньої та нижньої Наддніпрянщини. Цей довідник, що має вигляд карти, дає можливість наочно уявити активність вживання слова, а також локалізацію його на великих просторах українського ареалу.
У праці «З історії та географії діалектних слів: Матеріали до вивчення лексики говорів середньої та нижньої Наддніпрянщини» представлено 99 карт. Картографування виконано за повідомленнями кореспондентів зі 180 населених пунктів Полтавщини у 1958 році. Кореспондентами були в основному вчителі місцевих шкіл та студенти-філологи. Населені пункти позначені на картах номерами. Назви населених пунктів та прізвища кореспондентів розкриті у спеціальному реєстрі, що наводиться в кінці книги.
Ващенко В. С. на основі систематизованого матеріалу, поданого у праці, робить такі висновки та узагальнення:
- Лексика говорів нижньої Наддніпрянщини перебуває в очевидній залежності від говорів південнокиївських та полтавських. Міграція слів з середньої на нижню Наддніпрянщину яскраво виявляється.
- Великі спільності та взаємозв'язки між лексикою південнокиївських і полтавських говорів — факт незаперечний.
- У складі лексики полтавських говорів наявний своєрідний, місцевий шар, слова якого відмінні від слів південнокиївських говорів і не поширюються на нижню Наддніпрянщину. Це слова старожитні для Полтавщини, вони створені або осіли тут в процесі тривалого історичного розвитку. Ці слова — свідчення старожитності полтавських говорів, зокрема центрального (східного) їх масиву. Лексика полтавських говорів має свої власні формальні й семантичні риси, що виявляються як у самих словах, так і в їхніх варіантах. Вони міцно ввійшли в полтавські говори і зумовлені місцевими особливостями життя та історичного минулого своїх носіїв. Це такий потужний шар, що впливає цілком самостійно на лексику нижньої Наддніпрянщини.

Робиться висновок, що як і всі інші діалектні типи української мови, полтавські говори спираються на міцну загальнонародну основу. Але, крім цього, в них помітно виступає місцевий лексичний та лексико-семантичний шар, що сформувався на полтавському ґрунті як самостійний тип, старий у своїх основах.
Книга, як спроба історико-географічного вивчення лексики, призначається для фахівців історико-філологічних наук, аспірантів, викладачів, студентів та широкого кола працівників освіти й культури.

## Праці
з української діалектології:
- Полтавські говори. Х., 1957;
- Словник полтавських говорів. Х., 1960;
- З історії та географії діалектних слів: Матеріали до вивчення лексики говорів середньої та нижньої Наддніпрянщини.-Х., 1962;
- Лінгвістична географія Наддніпрянщини. Лексичні матеріали. Дн., 1968;

з української лінгвостилістики:
- Стилістичні явища в українській мові, 1958;
- Стилістика речення в українській мові, 1968;
- Стилістична морфологія української мови, 1970;

з історії українського мовознавства та української літературної мови:
- Лексика «Енеїди» І. П. Котляревського. Покажчик слововживання,1955;(у співавторстві);
- Мова Тараса Шевченка, 1963;
- Шевченкова лексика: словопокажчик, 1951(у співавторстві);
- Епітети поетичної мови Т. Г. Шевченка, 1982.

з української лексикології, лексикографії, семасіології:
- Синонімічний словник-мінімум української мови, 1972;
- Семантико-стилістична типологія слів: Посіб. Дн., 1979;
- Морфологія української мови: Навч. посіб. Дн., 1980;
- Українська семасіологія. Типологія лексичних значень. Дн., 1981.

підручники і посібники з сучасної української літературної мови:
- Граматика української мови. Синтаксис, 1938;
- Українська мова, 1959, 1961;
- Зразки сучасної української мови та вправи для навчання (для вищої школи), 1961;
- Вступ до вивчення сучасної української мови, 1973.